# 海人魚
《海人魚》（英語：Mermaid Whispering）， 由財團法人原住民族文化事業基金會出品、財團法人天來文化藝術基金會公益贊助、緒虎製作有限公司拍攝之海洋主題電視電影，導演袁緒虎長年投入水中攝影，關注生態自然、原民文化，2011年拍攝紀錄片《哈卡巴里斯》。本片透過海、人、魚三個主要角色觀點，帶領觀眾了解大多數人所看不見、未曾關注的海洋生態浩劫，及海洋正面臨著比山林陸地更嚴峻的議題；透過劇情也傳遞達悟族人對海洋的依戀與矛盾，重新定義內心深處的那份屬於自己的海洋價值。本片與其他電視電影最大不同處在於，另規劃有公益贊助放映及號召淨灘活動，並無廳院場次及發行。該片入圍2018年台北電影獎劇情長片類。電影同時上架於LiTV 線上影視等多家平台。

## 演員
| 演員   | 角色            | 介紹 |
| 鍾瑶   | 人魚少女        | Vaoyo：海人魚（達悟語），在海中與達悟族青年拿威相遇的人魚少女，象徵著與海共存的文化價值觀，無私、奉獻靜靜的守護著這片生態環境，投射出想保護現狀的信念，和對大海、生態、自然的愛。                                                                                                |
| 李霈瑜 | 水中攝影師 大霈 | 擅長自由深潛的水中攝影師，沈醉於蘭嶼迷人的人文特色與海洋景觀，但也迫切的想把這無與倫比的世界級海底景觀、質樸動人的達悟傳統文化，以及在地青年長年在海中培育出的自由深潛技藝，推向世界、讓更多人看見。總思考著如何能盡一己之力，在推展觀光、獲取商業利益的同時，守護著海洋與文化？ |
| 蔡拿威 | 達悟族青年      | 新一代的達悟族青年，在傳統與現代、尋找與回歸的兩難中摸索著。是該堅守島嶼最初的豐饒，安於化外之民的邊陲位置，抑或擁抱主流文化的價值觀，去追求現代化的未來？ |
| 謝福生 | 拿威爸爸        | 耆老級達悟族人，熱愛蘭嶼，特別客串演出。 |
| 陳榮宗 | 潛店老闆        | 達悟族人。對於達悟族文化傳承、蘭嶼海洋保育及達悟青年未來發展，深具見解，加上母語流暢、可與老一輩族人溝通、翻譯，對於蘭嶼各部落與各家庭單位與歷史背景也相當熟悉。 |

## 獎項紀錄
| 年份   | 頒獎典禮     | 獎項                         | 入圍者                       | 角色   | 結果 |
| ------ | ------------ | ---------------------------- | ---------------------------- | ------ | ---- |
| 2018年 | 第53屆金鐘獎 | 電視電影獎                   | 海人魚                       | 不適用 | 提名 |
| 2018年 | 第53屆金鐘獎 | 迷你劇集(電視電影)新進演員獎 | 李霈瑜                       | 大霈   | 提名 |
| 2018年 | 第53屆金鐘獎 | 攝影獎                       | 袁緒虎、傅士英(涉性騷擾事件) | 不適用 | 獲獎 |

## 外部連結
- 海人魚的Facebook專頁
- 互联网电影数据库（IMDb）上《海人魚》的资料（英文）